# سلوينية سابحة
سلوينية سابحة (الاسم العلمي:Salvinia natans) هي نوع من النباتات يتبع جنس السلوينيا من الفصيلة السلوينية.